# IToaster
Der iToaster war ein 1999 von der Firma Microworkz vorgestellter Netzwerkrechner. Er sollte sich vor allem durch seinen günstigen Preis auszeichnen und nur mit minimaler Ausstattung und Noname-Software ausgeliefert werden. Der Rechner wurde für rund 200 Dollar verkauft und besaß einen Pentium-Prozessor, 32 MByte Hauptspeicher, eine Festplatte sowie ein 56k-Modem. Als Betriebssystem war eine Mischung aus Linux und BeOS vorgesehen, daneben sollten nur ein Webbrowser und die wichtigsten Office-Anwendungen vorinstalliert sein. Weitere Softwareinstallationen waren nicht möglich.
Obwohl er anfänglich eine kurzfristige Euphorie auslöste, konnte sich der iToaster wie viele ähnliche Produkte nicht sehr lange am Markt behaupten.